# Parco del monte Bastia e del Roccolo
Il parco del Monte Bàstia e del Roccolo, detto anche PLIS del Monte Bastia e del Roccolo, è un parco locale di interesse sovracomunale (PLIS) che si sviluppa nei comuni di Scanzorosciate e Villa di Serio, in provincia di Bergamo. Segna l’inizio della Val Seriana

## Il parco
Il primo passo verso la costituzione del parco risale al 1983, quando venne introdotta una legge regionale (n. 86 /1983) la quale introdusse accanto ai parchi regionali i parchi locali di interesse sovracomunale (Plis).
Successivamente tra queste aree venne indicata anche la zona in questione mediante la proposta dei comuni di Scanzorosciate e Villa di Serio che, tra il 2005 ed il 2006, ne approvarono il protocollo d'intesa.
Nel 2007 venne definita la ripartizione delle spese, mentre nel 2009 la perimetrazione del PLIS. Infine nel 2010 le due amministrazioni comunali interessate approvarono la convenzione definitiva, che ha affidato la gestione del parco al comune di Villa di Serio.
Gli obiettivi sono promuovere la conoscenza del parco nei confronti della popolazione e recuperare sentieri e mulattiere da valorizzare mediante l'incentivazione di attività sportive quali trekking, mountain bike ed equitazione.
Inoltre il PLIS si prefigge sia il mantenimento (o il ripristino) dei roccoli e delle attività agricole presenti, sia la creazione di una soluzione di continuità ambientale con altre realtà naturalistiche attigue quali l'Oasi WWF della Valpredina a nord, il Parco del Serio Nord e l'area NaturalSerio ad ovest ed il Parco delle valli d'Argon ad est.

## Territorio

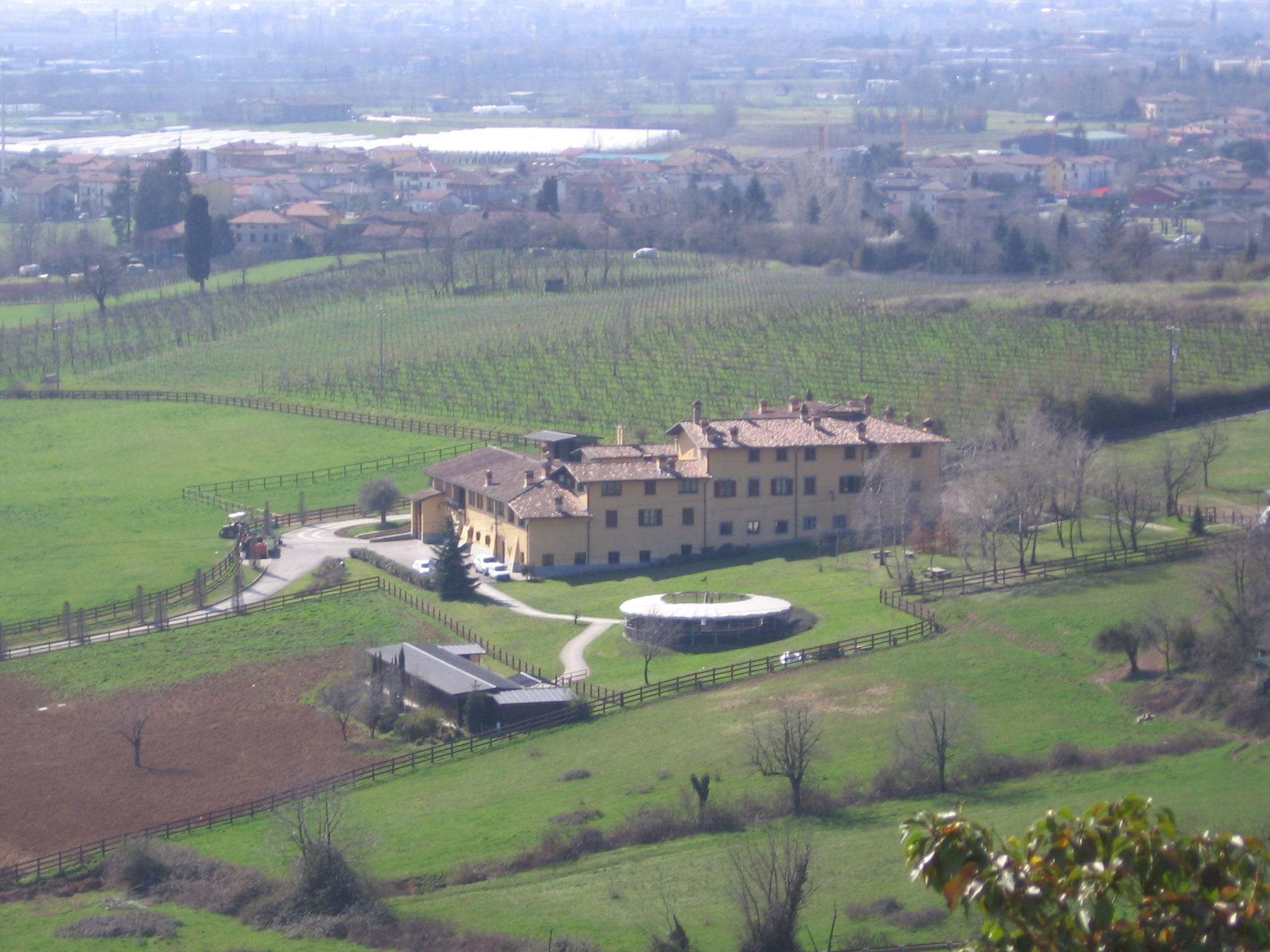
La cascina Maffioli nella valle Serradesca

Il parco si sviluppa nei pressi del crinale che comprende i monti Bastia (411 metri s.l.m.) e del Roccolo (462 m s.l.m.). Questi colli, che sono la parte terminale del monte Misma, rappresentano la prima asperità della valle Seriana, e la chiudono sul lato orografico sinistro.
I comuni interessati sono Scanzorosciate, che riserva al PLIS una superficie di 396 ettari, e Villa di Serio interessato con 257, per una superficie totale pari a 653 ettari, con un dislivello altimetrico che va dai 270 ai 499 metri s.l.m.
Il territorio è delimitato a nord dal corso del torrente Gavarnia, ad ovest dalle pendici degli stessi monti del Roccolo e Bastia, a sud dagli abitati di Villa di Serio e Scanzorosciate, e ad est dalla valle Serradesca, la quale delimita il territorio di Scanzorosciate con quello dei comuni di Cenate Sotto e Torre de' Roveri, in adiacenza al Parco delle valli d'Argon. 
Ricca è l'idrografia: si va dal torrente Gavarnia, che nasce in località Tribulina e bagna l'omonima valle che divide i comuni di Villa di Serio (tramite la frazione Rinnovata) e Nembro (mediante la frazione Gavarno), al torrente Capla che ha origine dal monte del Roccolo e percorre l'omonima piccola valle, per finire con il torrente Zerra le cui sorgenti sgorgano dalla valle Serradesca.
A questi si possono aggiungere anche il Fosso Fiobbio ed il torrente Gambarone (tributario dello Zerra), di dimensioni modeste e che assumono l'aspetto di ruscelli.

## Ambiente

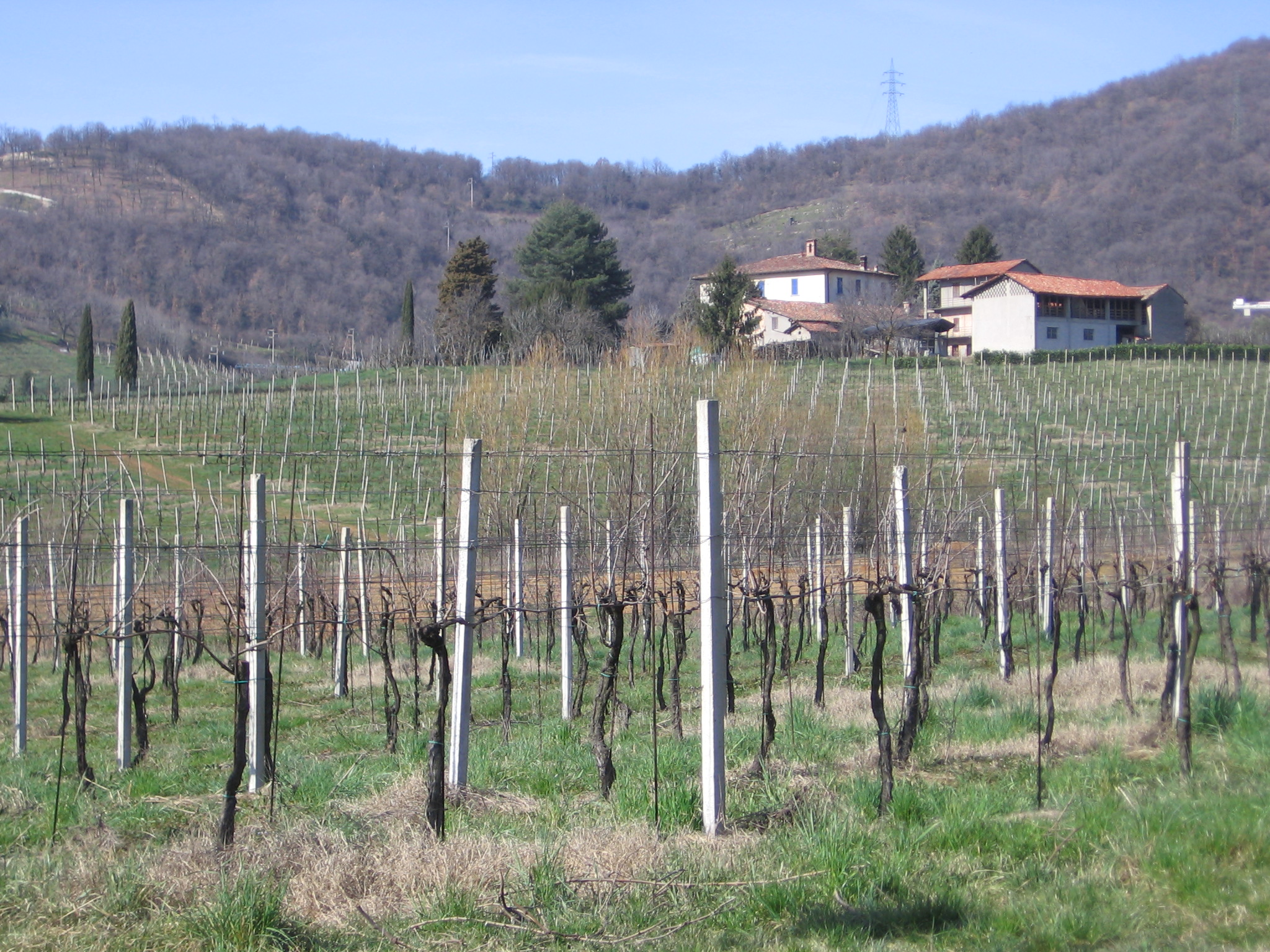
Vigneti presso Negrone

Nonostante si sviluppi in un'area densamente popolata, nel PLIS sono conservati aspetti naturalistici di grande pregio. I versanti esposti a nord sono ricoperti da boschi (che si estendono sul 60% dell'area del parco), mentre quelli a sud presentano coltivazioni a vite, dalle quali si ricava il moscato di Scanzo, a fianco della quale è stata recentemente reintrodotta la coltura dell'olivo.
Molto interessante è la valle Serradesca, la quale ha mantenuto le proprie caratteristiche rurali, tipiche del paesaggio agrario collinare, in cui è ancora presente un gran numero di cascine che svolgono attività agrituristiche.
Numerosi sono inoltre i roccoli, elementi che rappresentano la tradizione culturale e sociale della zona. Questi sono presenti in gran numero sul crinale che va dal monte Bastia al monte del Roccolo per via del fatto che, posti su una terrazza naturale sulla pianura bergamasca ed all'imbocco della val Seriana, si trovano in una zona dall'intenso flusso migratorio dell'avifauna.
Si stima inoltre che sul territorio siano presenti numerose specie floristiche, tra cui alcune rare e soggette a tutela, per un totale circa 550.
Tra queste si trovano l'acero campestre, l'aglio grazioso, l'anemone dei boschi, la barba di capra, la betonica, il biancospino, la bocca di lupo, la borrana, la borsa del pastore, il camedrio scorodonia, il carpino bianco e nero, la cefalantera, il centocchio comune, il cerro, il colchico autunnale, la cornetta dondolina, la cresta di gallo comune, la dafne, il dente di cane, l'elleboro verde, l'euforbia delle faggete e dei boschi, la farnia, la felce aquilina, la fusaggine, il geranio sanguigno, il ginepro, la gramigna altissima, l'imperatoria, il latte di gallina, la lattuga montana, il ligustro,
la mazzasorda, la mazza d'oro minore, il mughetto, il nocciolo, l'olmo, l'ontano nero, l'orchide maggiore, l'orchidea gialla, l'orniello, il paleo, la piantaggine media, il pioppo tremolo e vanescente, la polmonaria subalpina, la primula, il prugnolo, il pungitopo, il ranuncolo bulboso, la rosa cavallina, la roverella, la salvia dei prati, il sambuco, la sanguinella, lo scotano, il senecione silvano, la serapide, il sigillo di Salomone, la Spigarola crestata, la spirea del Giappone, la tormentilla, il trifoglio rosso, la vedovella dei prati, la verga d'oro, la veronica maggiore ed il viburno lantana.

## Fauna

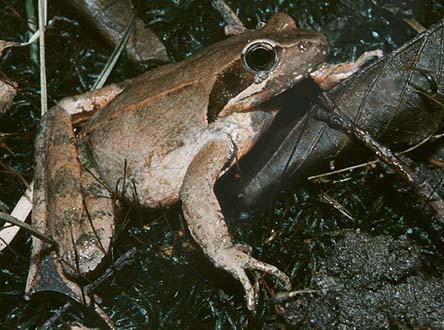
La rana di Lataste

Il gruppo faunistico più rappresentato è l'avifauna: tra i numerosi esemplari si segnalano la civetta, il gufo, l'assiolo, l'allodola, la cutrettola, la ballerina bianca, la rondine, il pigliamosche, il saltimpalo, il codirosso, il merlo, il verdone, il verzellino, il cardellino, il fringuello, la passera d'Italia, la passera mattugia, lo storno, la cornacchia grigia, la capinera, l'occhiocotto, il picchio rosso maggiore, il torcicollo, il picchio muratore, il rampichino, la cinciallegra, l'allocco, il codibugnolo, il colombaccio, la tortora, lo scricciolo, l'usignolo, il pettirosso, il luì piccolo, il fagiano, il verzellino ed il cuculo.
Non sono molte le specie di mammiferi presenti: i più diffusi sono piccoli insettivori e roditori quali il topolino domestico, il surmolotto, il topo selvatico collo giallo, l'arvicola rossastra, il riccio europeo occidentale, la talpa, la nottole, lo scoiattolo, il moscardino ed il ghiro. Esistono anche alcuni carnivori, come la faina, il tasso e la volpe.
Per quanto riguarda i rettili, i più diffusi sono l'orbettino, il biacco, il colubro di Esculapio, il ramarro occidentale, la lucertola muraiola e la biscia d'acqua. 
Tra gli anfibi vi sono la raganella padana, la rana verde, il rospo comune, il rospo smeraldino, la rana agile, la salamandra pezzata e la rana di Lataste, quest'ultima classificata come specie vulnerabile.